# Sasakia charonda
Sasakia charonda — дневная бабочка из семейства нимфалид.

## Описание
Длина переднего крыла самцов 46—55 мм, самок 65—67 мм. Размах крыльев самцов до 90 мм, самок — до 100 мм. Верхняя сторона крыльев тёмная, бурая, с ярко-фиолетовым отливом у самцов. Крылья с крупными белыми и жёлтыми пятнами круглой формы расположенными в центральных отделах крыльев, и с более мелкими жёлтыми пятнами по периферии крыльев. Задние крылья с красным торнальным пятном. Нижняя сторона крыльев с таким же рисунком, но задние крылья и вершина переднего крыла белёсые или жёлтые, со слабо выделяющимися светлыми пятнами. Щупики большие, косо торчащие вперед. Передние ноги редуцированы, не используются при хождении, лишены коготков и покрыты густыми волосками. Задние голени с одной парой шпор. Центральные ячейки передних и задних крыльев не замкнуты. На передних крыльях жилки R1, R2 не ветвятся и берут начало от центральной ячейки. R3, R4, R5 имеют общий ствол, который также начинается от центральной ячейки. Жилки R1 и R2 выходят к костальному (переднему) краю переднего крыла, жилка R3 к вершине, а жилки R4 и R5 к наружному краю.

## Ареал
Япония, Корейский полуостров, Китай (Северо-Восточный, Центральный, Западный), Тайвань.

## Подвиды
- S. c. charona — Япония.
- S. c. coreana — Китай, Корея, Вьетнам.
- S. c. yunnanensis — Юньнань, провинция в Юго-Западном Китае.
- S. c. formosana — Тайвань.

## Биология
Бабочки встречаются в широколиственных лесах. Время лёта: июнь—август. Гусеница зелёная с желтыми полосками и мелкими желтыми точками, на голове 2 рога. Кормовые растения гусениц: род Каркас — Celtis jessoensis, Celtis japonica

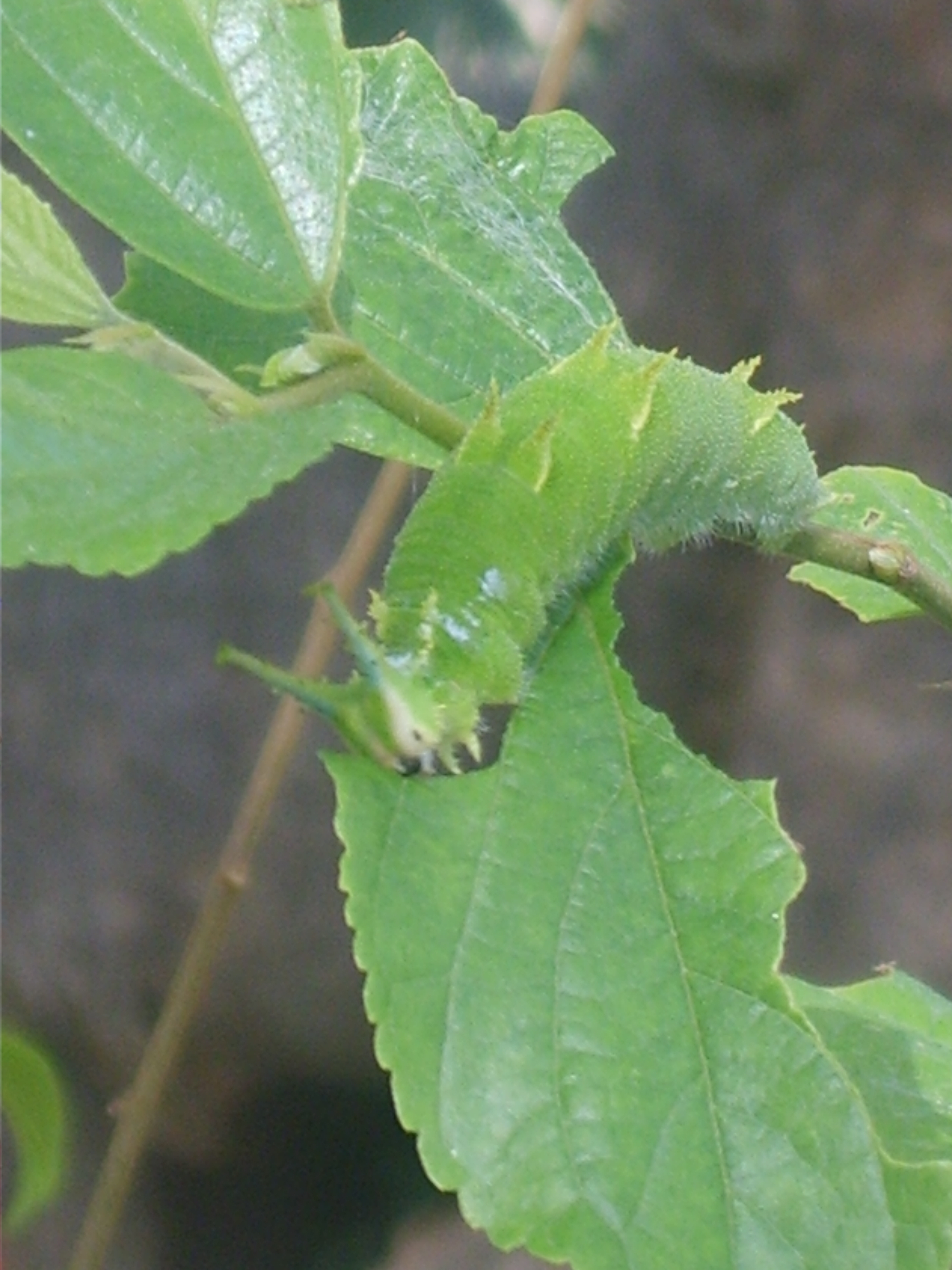
Гусеница
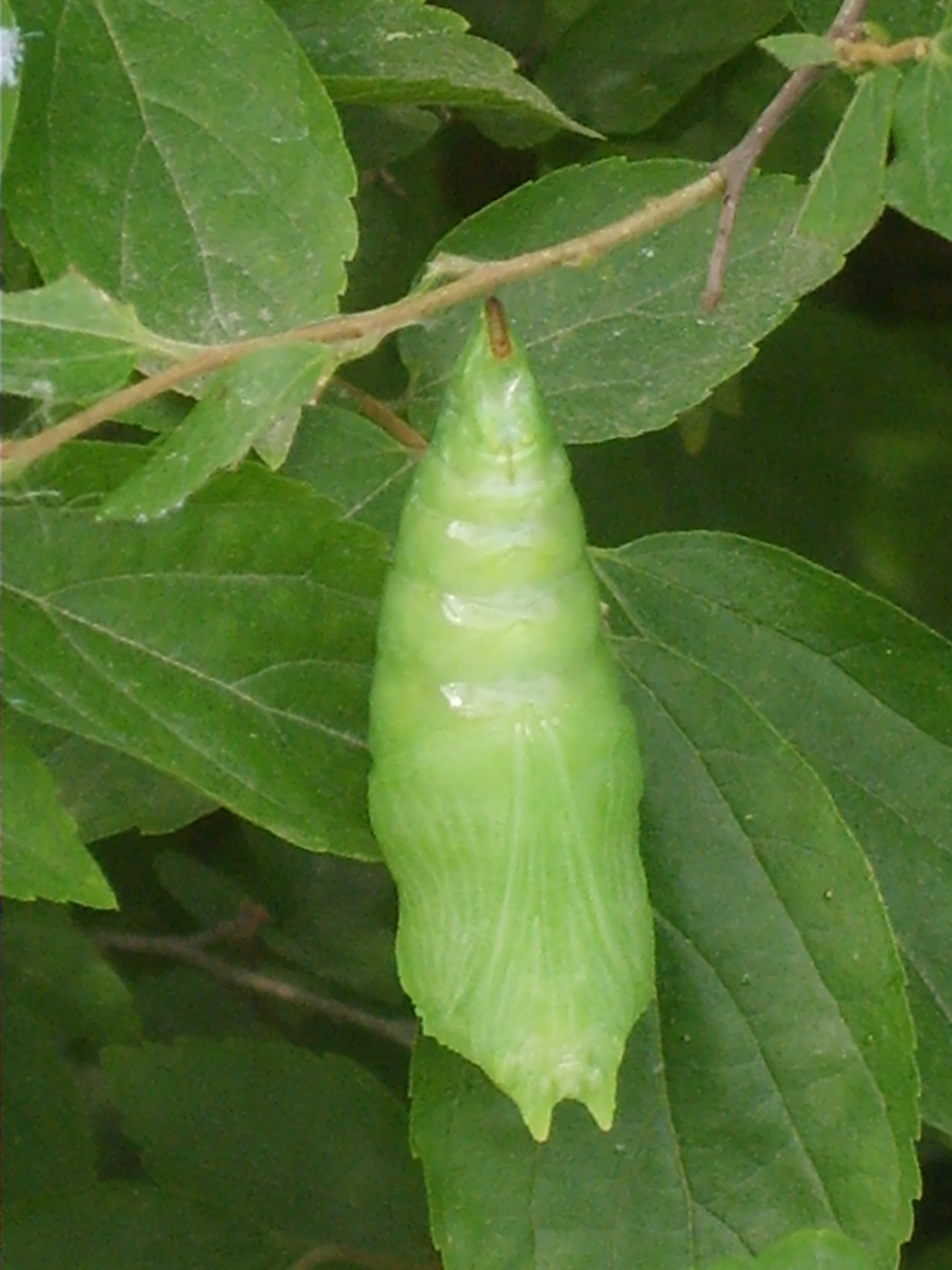
Куколка

## В культуре
Sasakia charonda считается эмблемой Японии. По верованиям японцев, бабочка символизирует молодую женщину, порхающие друг вокруг друга бабочки символизируют семейное счастье. Именно поэтому все торжественные шествия и праздники в этой стране начинаются с ритуального «танца бабочек», выражающего радость жизни.

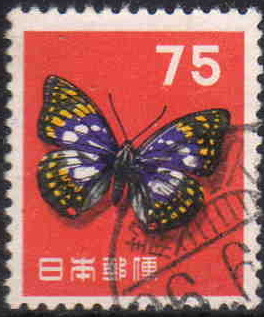
Почтовая марка Японии, 1956